# Sherway Gardens

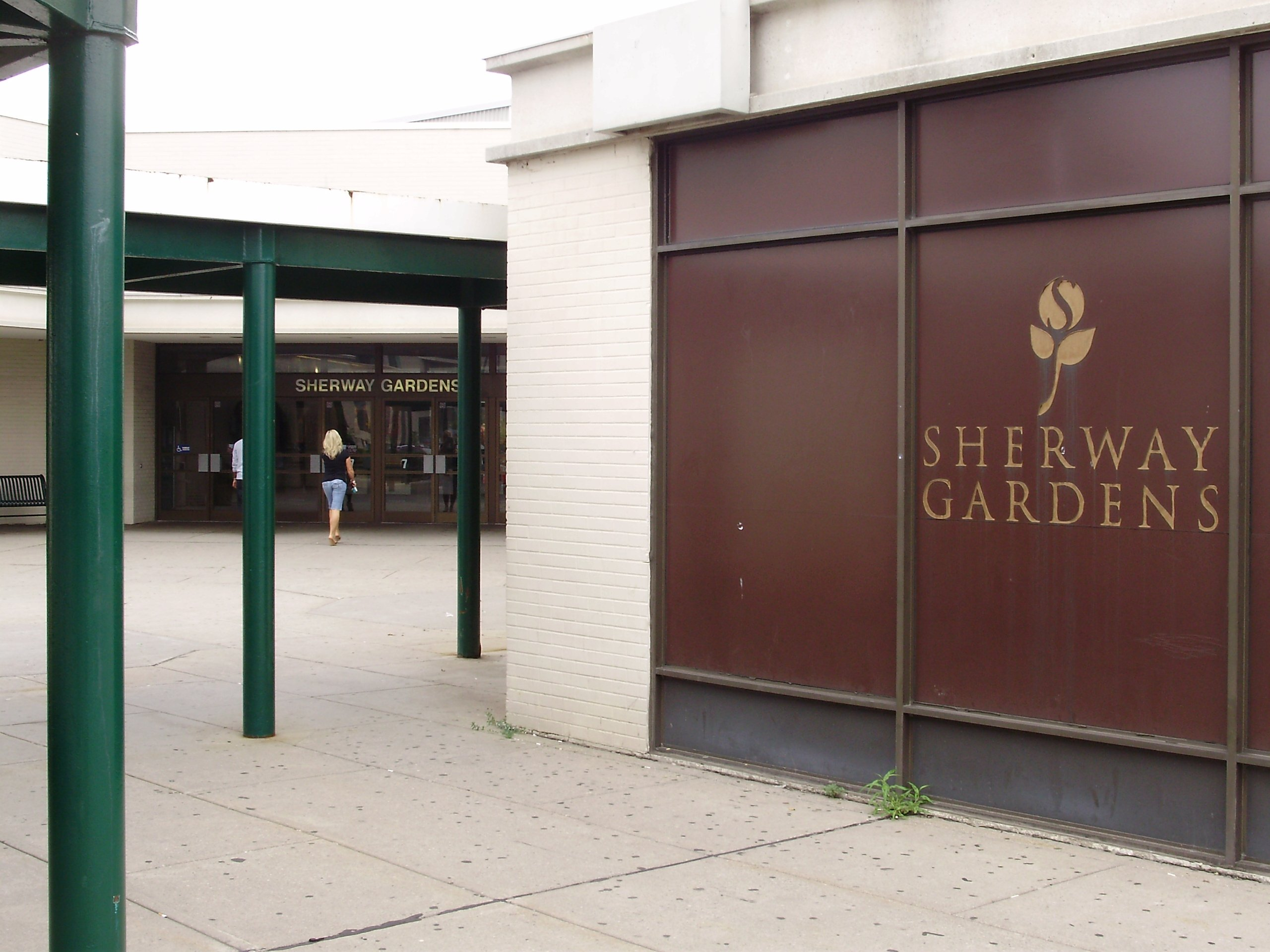

O Sherway Gardens é um shopping center localizado na cidade de Toronto, Ontário, no Canadá.
A apenas 20 minutos do centro da cidade e do aeroporto, Sherway está localizado no cruzamento da Hwy 427 e QEW. Sherway é ancorada por duas lojas de departamento de moda de luxo - Holt Renfrew e Sporting Life. Há também uma BAY e Sears, e mais de 200 ótimas lojas. As lojas de destaque incluem A&F, abercrombie, APPLE, Michael Kors, Honey, Banana Republic, Mendocino, William Sonoma, Pottery Barn + PB Kids, Harry Rosen e muitas outras ótimas lojas. A Gourmet Food Fair oferece uma ótima seleção de comida, ou visite Pickle Barrel Grand ou Parisco Cafe para uma pausa nas compras. Victoria's Secrets, PINK, Juicy Couture e Stuart Weitzman inaugurando na primavera/verão de 2011.